# Dieter Hermann Schmitz
Dieter Hermann Schmitz (* 1963 in Gürzenich, heute Stadtteil von Düren/Rheinland) ist ein in der Nähe von Tampere, Finnland, lebender Universitätslektor und deutscher Buchautor.

## Leben
Anfang der 1990er Jahre unterrichtete Schmitz, nach einem Germanistik- und Soziologiestudium in Aachen, am Goethe-Institut von Tampere. Sein Auslandsaufenthalt sollte ein Jahr dauern, endete aber mit einer Auswanderung in den hohen Norden. Schmitz ist mit einer Finnin verheiratet und Vater von zwei Kindern. Er unterrichtet heute Germanistik und  Übersetzungswissenschaft an der Universität in Tampere.

## Angaben zum Werk
In seiner rheinischen Heimat wurde Schmitz zunächst einem Lesepublikum durch insgesamt drei Bände mit humorvollen Kurzgeschichten bekannt, die zum Teil in Mundart verfasst sind. In Finnland ist er Mitautor mehrerer Lehrwerke für Deutsch als Fremdsprache. Nebenher schrieb er Kinderbücher, Kurzkrimis sowie eine Reihe sprach- und übersetzungswissenschaftlicher Fachartikel. Er promovierte mit einer Arbeit über Literaturdidaktik in der Auslandsgermanistik.
Seine beiden humoristischen, autobiografisch gefärbten Romane „Die spinnen, die Finnen“ (2011) und „Finnisch verheiratet“ (2020) erschienen auch in Übersetzung beim finnischen Verlag ATENA.

## Werke (Auswahl)
- Oma Jertrud – Schmunzelgeschichten aus dem Rheinland, 1995, ISBN 978-3-89653-013-4
- Finnische Witze, 2001
- Jertrud & Hermann – Rheinische Schmunzelgeschichten von Oma und Opa, 2001, ISBN 978-3-89653-805-5
- Kleene Jong, 2002, ISBN 978-90-5433-166-7
- Willibert, der Weihnachtsbär [Kinderbilderbuch], 2003, ISBN 978-3-86130-324-4
- Finnisch-deutscher Kindermund, 2009, ISBN 978-952-92-6189-5 (Mitherausgeber)
- Die spinnen, die Finnen – Mein Leben im hohen Norden, 2011, ISBN 978-3-548-28219-0
- Annegret, die Raubritterin, 2016, ISBN 978-3-940760-83-8
- Die Dackel sterben aus, 2016, ISBN 978-1-5039-4274-5
- Finnisch verheiratet – Oder: Auf der Suche nach dem finnischsten aller Worte, 2020, ISBN 978-3-937507-99-6
- Oma senge kleene Jong, 2023, ISBN 978-3-937507-86-6[1]
- Mein finnisches Lieblingswort, 2023, ISBN 978-3-910604-00-1 (Mitherausgeber)